# Juicy (canção)
"Juicy" é uma canção da cantora norte-americana Doja Cat, gravada para a edição deluxe de seu álbum de estúdio de estreia, Amala (2018). A canção foi escrita por Doja Cat, juntamente com Lydia Asrat, David Sprecher e Lukasz Gottwald. Uma versão remix com o rapper norte-americano Tyga foi lançado como primeiro single do segundo álbum de estúdio de Doja Cat, Hot Pink, em 15 de agosto de 2019.

## Antecedentes e lançamento
"Juicy" foi escrita por Doja Cat, Lydia Asrat, David Sprecher e Lukasz Gottwald. A canção foi produzida por Yeti Beats e Lukasz Gottwald, com este último também co-escrevendo a canção sob o pseudônimo de Tyson Trax. A versão solo de "Juicy" foi inicialmente incluída como faixa bônus na edição deluxe do álbum de estreia de Doja Cat, Amala, em 1º de março de 2019.
Doja Cat afirmou que ela "tinha uma imagem clara em sua cabeça" do que ela queria que a canção fosse. "Às vezes, consigo ver minha bunda de frente", disse ela. "Então eu fiquei tipo, se você pode ver de frente, espere até ver por trás. Eu pensei que era a coisa mais legal do mundo, o maior gancho de todos os tempos". "Juicy" levou menos de um dia para ficar pronta. Doja Cat acrescentou que estava "orgulhosa disso", acrescentando que "sabia que as pessoas iriam gostar, porque [ela] adorou".

## Recepção da crítica
Czar Van Gaal, da V, comentou sobre a canção, dizendo que "no início ouvir pode parecer como uma canção cativante sobre a anatomia feminina, mas debaixo da garupa referenciando rimas reside um significado mais profundo". Gaal acrescentou que "'Juicy' é Doja Cat em seu melhor". Vicky Inoyo, de Earmilk, chamou "Juicy" de a melhor faixa de Amala, acrescentando que a "beleza da faixa está na escrita lírica".

## Apresentações ao vivo
Doja Cat cantou a versão solo de "Juicy" no Billboard Music Awards de 2020, como parte de um medley que também continha as canções "Like That" e "Say So". No AVN Awards de 2020, Doja Cat cantou "Juicy" juntamente com "Cyber Sex". Doja Cat lançou duas apresentações para a canção em seu canal no YouTube em dezembro de 2020, bem como performances para suas canções "Streets" e "Talk Dirty", como um presente de Natal para seus fãs.

## Créditos e pessoal
Todo o processo de elaboração de "Juicy" atribui os seguintes créditos:
Gravação e publicação
- Gravada e mixada nos eightysevenfourteen studios (Los Angeles, Estados Unidos)
- Vocais de Tyga gravados nos Nightbird Studios (Los Angeles, Estados Unidos)
- Masterizada no Bernie Grundman Mastering (Hollywood, Estados Unidos)
- Publicada por Doja Cat Music/Prescription Songs (BMI), Kasz Money Publishing (BMI), Yeti Yeti Yeti Music (ASCAP), Desta Melodies (BMI), Tygaman Music/EMI Blackwood Music, Inc. (BMI)

Pessoal
- Doja Cat: vocais, composição
- Lukasz Gottwald: composição, produção, toda a programação, toda a instrumentação como Tyson Trax
- David Sprecher – composição, produção, toda a programação, toda a instrumentação
- Lydia Asrat: composição
- Tyga: vocais, composição
- Kalani Thompson: engenharia
- Seth Ringo: assistente de engenharia
- Tyler Sheppard: assistente de engenharia
- Christian "CG" Quinonez: Gravação vocal de Tyga, mixagem dos vocais de Tyga
- Clint Gibbs – mixagem
- Danielle Alvarez: coordenação de produção
- Mike Bozzi: masterização

## Desempenho comercial
| Tabela musical (2019)       | Melhor posição |
| --------------------------- | -------------- |
| Austrália (ARIA)            | 68             |
| Nova Zelândia (Hot Singles) | 35             |

| Tabela musical (2019)                  | Posição |
| -------------------------------------- | ------- |
| Estados Unidos (Hot R&B Songs)         | 38      |
| Tabela musical (2020)                  | Posição |
| Estados Unidos (Billboard Hot 100)     | 87      |
| Estados Unidos (Hot R&B Songs)         | 11      |
| Estados Unidos (Hot R&B/Hip-Hop Songs) | 44      |
| Estados Unidos (Rhythmic)              | 20      |

## Certificações
| Região                                                         | Certificação | Vendas     |
| -------------------------------------------------------------- | ------------ | ---------- |
| Brasil (Pro-Música Brasil)                                     | Platina      | 40,000‡    |
| Canadá (Music Canada)                                          | Ouro         | 40,000‡    |
| Estados Unidos (RIAA)                                          | 2× Platina   | 2,000,000‡ |
| Polônia (ZPAV)                                                 | Ouro         | 10,000‡    |
| Reino Unido (BPI)                                              | Prata        | 200,000‡   |
| ‡ Vendas+valores de streaming baseados apenas na certificação. |              |            |

## Remixde Tyga
Um remix de "Juicy" com o rapper norte-americano Tyga foi lançado em 15 de agosto de 2019. Tyga é creditado como um compositor adicional nesta versão. Serve como o primeiro single do segundo álbum de estúdio de Doja Cat, Hot Pink (2019). O remix entrou nas paradas nos Estados Unidos, Reino Unido, Nova Zelândia e Canadá.

### Recepção da crítica
Erin Bashford, do Clash, chamou o remix de "Juicy" de faixa de destaque de Hot Pink, comentando que "a canção poderia ser quase perfeita se não fosse o verso de Tyga, que não parece natural". Ela criticou os improvisos de Tyga. Lucy Shanker do Consequence destacou "Juicy" como uma das faixas essenciais de Hot Pink.

### Vídeo musical
O vídeo musical do remix de "Juicy", dirigido por Jack Begert, foi lançado no mesmo dia do single. Um "aceno para os vibrantes videoclipes da era dos anos 90 como 'Groove Is in the Heart'", retrata Doja Cat dançando e rebolando em várias cenas relacionadas a frutas, enquanto ela usa trajes personalizados inspirados em frutas, incluindo roupas à base de melancias, bananas e cerejas. O visual de cereja para o vídeo foi desenhado pelo designer de chapéus britânico Piers Atkinson. O visual de limão foi feito por Bebe Aguirre, junto com um chapéu de acompanhamento para a roupa que foi feita por JimmyPaul. O look inspirado na uva, um biquíni "fantasma", foi feito pela estilista Laina Rauma. A jaqueta que acompanha o biquíni foi confeccionada pelo estilista Domminico. A roupa de melancia, um terno de látex, foi criada pelo designer de Los Angeles, Vex Latex. Os sapatos que acompanham a roupa de melancia foram feitos pela designer de sapatos britânica Kira Goodey.
Soulbounce comentou sobre o vídeo musical, dizendo que o vídeo mostra que Cat "tem a fruta mais gorda de todas", além disso, dizendo que "você não pode negar que a canção é bastante doce". Jasmine Hardy, do Femestella, relatou positivamente sobre o vídeo, dizendo que "a confiança despreocupada e a atitude sem remorso de [Doja Cat] quando se trata de seu corpo natural são exatamente o que a torna um destaque no movimento positivo do corpo".

### Apresentações ao vivo
Em 11 de novembro de 2019, Doja Cat e Tyga apresentaram o remix de "Juicy" para Late Night with Seth Meyers. A performance apresenta Doja Cat vestindo um macacão de melancia e duas dançarinas vestidas de limões.

### Desempenho comercial

#### Tabelas semanais
| Tabela musical (2019–2020)                   | Melhor posição |
| -------------------------------------------- | -------------- |
| Canadá (Canadian Hot 100)                    | 57             |
| Estados Unidos (Billboard Hot 100)           | 41             |
| Estados Unidos (Billboard Mainstream Top 40) | 33             |
| Estados Unidos (Billboard R&B/Hip-Hop Songs) | 18             |
| Estados Unidos (Billboard Rhythmic)          | 2              |
| Nova Zelândia (Recorded Music NZ)            | 31             |
| Reino Unido (UK Singles Chart)               | 80             |